# Autocritique
 (décembre 2018).
Si vous disposez d'ouvrages ou d'articles de référence ou si vous connaissez des sites web de qualité traitant du thème abordé ici, merci de compléter l'article en donnant les références utiles à sa vérifiabilité et en les liant à la section « Notes et références ».
Une autocritique se réfère à une critique personnelle impliquant croyances, pensées, actions ou résultats. Cela peut survenir lors d'une réflexion ou en discussion de groupe. On la retrouve dans des débats philosophiques ou des méditations, mais aussi dans des procès ou lors d'excuses publiques.

## Philosophie
Le terme de critique provient du grec kritikē (κριτική), signifiant « (l'art de) discerner ». Avoir un rapport critique à soi-même, c'est être capable de discerner et de reconnaître ses propres limites. Dans ces conditions, l'autocritique philosophique est essentiellement quelque chose d'intérieur : reconnaissance de la finitude humaine en général, et de la sienne propre. L'autocritique permet de savoir que l'on a fait et que l'on peut faire des erreurs, mais que l'on est toujours, en tant que sujet, perfectible.

## Politique
Dans le vocabulaire politique, et plus précisément dans le communisme, particulièrement le marxisme-léninisme et le maoïsme, l'autocritique est le fait, pour un homme politique, un militant ou un groupe de militants, d'analyser et de reconnaître publiquement, devant les instances responsables, ses erreurs ou ses « déviations ». 
L'autocritique a été utilisée comme méthode de pouvoir et de gestion des militants et cadres dans le communisme et le maoïsme, tout particulièrement au sommet. Elle a parfois permis aux dirigeants politiques d'éviter la mise à l'écart. Néanmoins, l'autocritique ne garantit pas la réhabilitation politique et sert souvent à la  mise à l'écart d'un groupe, la méthode pour l'éliminer personne après personnes consistant à exiger de chacun de ses membres qu'il contribue à éliminer les autres en critiquant la politique du groupe, avec un accent mis plus particulièrement sur l'un des membres.
L'autocritique ne garantit pas la réhabilitation politique. Souvent, ceux qui étaient acculés à une telle issue se retrouvaient renvoyés du Parti, souvent déchus de leurs droits civiques et dans certains cas exécutés. Les purges de Moscou, dans la seconde moitié des années 1930, en sont un exemple célèbre : les condamnés devaient faire leur autocritique publique, en avouant toutes sortes de crimes et en s'accusant d'avoir voulu nuire à l'URSS ou au Parti, ce qui ne les empêchait pas d'être pour la plupart condamnés à mort. L'autocritique était très à la mode en Chine pendant la Révolution culturelle.
L'auto-critique se disait en Union soviétique samokritika, en République populaire de Pologne samokrytyka. En Chine, on parle de jiǎntǎo (检讨). En Chine maoïste, l'auto-critique est mise en scène lors de séances publiques, les séances de lutte, où les personnes, portant parfois une pancarte autour du cou, doivent avouer leur crime devant une assemblée qui doit les critiquer violemment.
L'« autocritique » est une activité que l'on exige des autres, et rarement de soi-même[réf. nécessaire]. C'est la principale différence avec l'examen de conscience, qui est purement personnel, et a souvent une connotation religieuse.

## Sociologie
Au sein de l'esprit humain, l'autocritique est un moyen de se réguler. D'une part pour réfléchir sur un idéal, d'autre part sur les convenances sociales que l'on entretient en société. On réfléchit sur des erreurs commises, des améliorations possibles (perfectionnisme) et sur l'avis intellectuel que l'on a, vis-à-vis d'un sujet ou d'une personne. L'hyperactivité et le perfectionnisme, à la suite d'échecs ou d'imprévus, peuvent pousser un individu à douter de ses propres capacités, et par là à l'autocritique.